# タイ国立科学技術開発庁
タイ国立科学技術開発庁 (タイ語:สำนักงานพัฒนาวิทยาศาสตร์และเทคโนโลยีแห่งชาติ、タイ略語:สวทช.、英語：Thailand National Science and Technology Development Agency 英略称：NSTDA）は、タイ王国 内閣科学技術省監督下の独立研究所。1991年12月30日に設立され、タイ王国における科学全般の研究開発、技術移転、人材育成を担っている。タイ国家科学技術開発庁とも呼ばれる。 

## 概要
タイ国立科学技術開発庁は、1991年科学技術開発法に基づき、タイ国家発展のために公的部門、民間部門を問わず科学技術の研究開発、発展の推進支援、調整を行う目的で設置された。実際の事業は1992年から開始され、もともと設置されていた3箇所の研究センター、タイ国立遺伝子生命工学研究センター、タイ国立金属材料技術研究センターそしてタイ国立電子コンピューター技術研究センターを統合して発足した。その後、2003年にタイ国立ナノテクノロジー研究センターの開設。2005年にタイ技術管理センター、2012年にタイ有機プリンテッドエレクトロニクスイノベーションセンターを開設。2010年時点で1,803名の研究者が同庁に所属の研究施設で研究を行っている。

## 所在地

### 本部
- パトゥムターニー県 クローンルワン郡 タムボン・クローンヌン パホンヨーティン通り サイエンスパーク 111

（111 อุทยานวิทยาศาสตร์ประเทศไทย ถนนพหลโยธิน ตำบลคลองหนึ่ง อำเภอคลองหลวง จังหวัดปทุมธานี 12120）

### ヨーティー・オフィス
- バンコク ラーチャテーウィー区 トゥンパヤータイ地区 ラーマ6世通り 73/1

（73/1 ถนนพระรามที่ 6 แขวงทุ่งพญาไท เขตราชเทวี กรุงเทพฯ 10400）

## 研究センター
1. タイ技術管理センター（ศูนย์บริหารจัดการเทคโนโลยี、タイ語略:ทีเอ็มซี、Technology Management Center :TMC）‐2005年設立
2. タイ国立遺伝子生命工学研究センター（BIOTEC）‐1983年設立
3. タイ国立金属材料技術研究センター（MTEC）‐1986年設立
4. タイ国立ナノテクノロジー研究センター（NANOTEC）‐2003年設立
5. タイ国立電子コンピューター技術研究センター（NECTEC）‐1986年設立
6. タイ有機プリンテッドエレクトロニクスイノベーションセンター（ศูนย์นวัตกรรมการพิมพ์อิเล็กทรอนิกส์และอิเล็กทรอนิกส์อินทรีย์ 、Thailand Organic & Printed Electronics Innovation Center/Consortium:TOPIC）‐2012年設立

## 庁監督下の機関および計画
- タイランド・サイエンスパーク
- ソフトウェアパーク・タイランド
- タイ王国科学技術研究院基金計画（โครงการทุนสถาบันบัณฑิตวิทยาศาสตร์และเทคโนโลยีไทย (สบวท)）
- タイ青少年科学技術教育計画（โครงการพัฒนาอัจฉริยภาพทางวิทยาศาสตร์และเทคโนโลยีสำหรับเด็กและเยาวชน (JSTP)）
- タイ先端科学技術大学院大学パイロットプロジェクト（โครงการนำร่องสถาบันบัณฑิตศึกษานานาชาติ、英語：Thailand Advanced Institute of Science and Technology (TAIST) ）
- タイ政府情報技術サービス事務局（สำนักบริการเทคโนโลยีสารสนเทศภาครัฐ (สบทร./GITS)）

## 諸外国との関連
同庁では大学、民間企業との研究開発連携の促進を目指しており、諸外国と盛んに共同研究、産学連携の締結を行っている。日本からは、諸企業体のほか、理化学研究所、JICA、JAXA、東京大学、東京工業大学、大阪大学、広島大学、長岡技術科学大学などが共同研究や連携協定を結んでいる。

## 関連事項
- 科学技術省 (タイ)